# إيفيري باديز غولف (لعبة فيديو 2017)
إيفيري باديز غولف (بالإنجليزية: Everybody's Golf)‏، هي الجزء السابع من سلسلة إيفيري باديز غولف، وهي لعبة فيديو من نوع رياضة غولف، صدرت اللعبة في الأسواق سنة 2017، وتعمل على منصة بلاي ستيشن 4 الحصرية.